# Butry-sur-Oise
Butry-sur-Oise è un comune francese di 2 030 abitanti situato nel dipartimento della Val-d'Oise nella regione dell'Île-de-France.

## Società

### Evoluzione demografica
Abitanti censiti